# Girolamo Lagomarsini
Girolamo Lagomarsini (El Puerto de Santa María, 30 de septiembre de 1698-Roma, 18 de mayo de 1773) fue un jesuita, humanista y filólogo italiano.

## Vida
Girolamo Lagomarsini nació a El Puerto de Santa María en España, donde su padre, comerciante genovés, se había establecido. Al morir el padre (1708), se trasladó con su madre a Génova. Hizo sus estudios humanísticos en el Internado Nacional Cicognini de Prato y, ya en la Compañía de Jesús, los de filosofía (1717-1720) y teología (1724-1728) en el Collegio Romano. Enseñó letras en Arezzo (1720-1724, 1729-1732), retórica en Prato (1732-1733) y Florencia (1733-1744), y griego antiguo en el Collegio Romano (1751-1773).
Uno de los grandes latinistas modernos, hacía revivir con pureza el lenguaje ciceroniano. Poseía, asimismo, un conocimiento vasto y profundo de la cultura antigua, unido a un agudo sentido crítico en su investigación filológica; por ello, sus anotaciones a los textos antiguos se apreciaban mucho. El célebre humanista, Jacopo Facciolati, le consultaba con frecuencia en sus trabajos lexicográficos. Desde 1733, concibió la idea de una edición crítica de todas las obras de Cicerón, acompañadas de un comentario amplio y con las citas de todas las variantes, aun mínimas, de los códices y de las ediciones impresas. El 15 de mayo de 1741, publicó un anuncio detallado del proyecto, al que muchos literatos asintieron, si bien sugiriendo reducir las variantes a las principales y solo a las de los códices. Lagomarsini, sin embargo, no condescendió; más aún, al introducir constantemente nuevas adiciones, la obra se hizo tan enorme que ningún editor se comprometía a editarla. El manuscrito original se conserva ahora en la Biblioteca Apostólica Vaticana (Vat. Lat. 11616-11696). Un volumen autógrafo, en el que Lagomarsini describe la historia de todos los códices y ediciones que consultó (más de 400), esta en la Biblioteca Marucelliana (B. III. 44) de Florencia. Entre sus publicaciones destacan sus ediciones copiosamente anotadas de los humanistas del siglo xvi, Antonio Maria Graziani y Giulio Pogiani.
Sintiendo gran amor por la Compañía de Jesús, respondió a las acusaciones que se acumulaban de todas partes contra ella, reuniendo en treinta volúmenes (aun inéditos) los testimonios favorables a la Compañía de Jesús de personajes ilustres desde 1536 a 1765. Una colección de sus escritos latinos, editada por el jesuita Isaìa Carminati, se publicó en 1842.

## Obras
- Antonii Mariæ Gratiani, a Borgo S.Sepulcri, Episcopi Amerini, de scriptis invita Minerva ad Aloysium fratrem... 2 v. (Florencia, 1745-1746).
- Julii Pogiani Senensis epistolæ et orationes, olim collectæ ab Antonio Maria Gratiano... 4 v. (Roma, 1756-1762).
- Opera edita et inedita, ed. I. Carminati (Génova, 1842).